# Зелёный сойлент
«Зелёный сойлент» (англ. Soylent Green) — американский фильм-антиутопия режиссёра Ричарда Флейшера, снятый в 1973 году по роману Гарри Гаррисона «Подвиньтесь! Подвиньтесь!».

## Сюжет
Индустриализация XX века привела к перенаселению, загрязнению окружающей среды и к глобальному потеплению из-за парникового эффекта. Нью-Йорк, 2022 год. Перенаселённый 40 миллионами людей, живущими в полуразрушенных домах, он полон бездомными, многие из которых нигде не работают. Те немногие, что работают, едва сводят концы с концами в связи с острой нехваткой еды и работающих машин, большая часть населения выживает за счёт рационов, производимых корпорацией «Сойлент». Их последнее изобретение — Зелёный Сойлент, рацион, заявленный как высококалорийный продукт, выработанный из планктона, более питательный и аппетитный, чем предшествующие Красный и Жёлтый рационы, однако более дефицитный.
Фрэнк Торн, детектив полиции Нью-Йорка, живёт со своим старым другом и полицейским аналитиком по имени Соломон «Сол» Рот, который помнит жизнь до кризиса и часто ностальгирует о ней. Будучи хорошо образован, Сол использует свою библиотеку справочной литературы, чтобы помогать Торну. Во время расследования убийства Вильяма Р. Симонсона, члена привилегированной части общества, Торн допрашивает его наложницу Ширл и охранника Симонсона, Таба Фиелдинга, который сопровождал Ширл в момент убийства. Торн обыскивает квартиру Симонсона в поисках улик и в процессе находит и употребляет виски, говядину и другие продукты, недоступные ему.
Торн даёт Роту засекреченный обзорный доклад «Сойлент», связанный с океанографией, который он нашёл в квартире Симонсона. Исследование Рота разоблачает тот факт, что Симонсон был одним из членов правления «Сойлента». Торн говорит своему лейтенанту, Хатчеру, что подозревает заказное убийство: из квартиры ничего не украли, охрана отсутствовала, и проникнувший использовал мясной крюк вместо оружия, чтобы имитировать обычную кражу с убийством. Торн, подозревая Фиелдинга, навещает его квартиру и допрашивает Марту, его наложницу. Он обнаруживает ее с ложкой клубничного варенья, позже делая вывод, что это слишком роскошная вещь для наложницы охранника. Ширл говорит, что Симонсон был встревоженным в последние дни перед его убийством и посещал церковь. Торн пытается допросить священника, у которого исповедовался Симонсон, однако тот, находясь под впечатлением от узнанного из исповеди и будучи вымотан заботами об огромной, больной и голодной пастве, помнит лишь сам факт исповеди, но не её детали. Тем не менее, Фиелдинг, по распоряжению Губернатора Нью-Йорка Сантини, убивает священника.
Сантини также инициирует закрытие расследования, давя на старшего по званию Торна, лейтенанта Хатчера. За отказ выполнять «приказ», Хатчер посылает Торна патрулировать улицы, и во время бунта «Сойлент» подсылает убийцу, того самого, что убил Симонсона, чтобы убрать Торна. Он выслеживает Торна до центра распределения рационов, где полиция обеспечивает порядок. Когда зелёный сойлент заканчивается, толпа начинает бунтовать. Убийца пытается достать Торна в суматохе, тяжело раня нескольких бунтовщиков, а также самого Торна в ногу. Но прежде чем Торну удаётся обезоружить и допросить его, попадает под машину для подавления беспорядков (именно эта сцена отражена на обложке фильма). В ответ Торн, будучи убеждён в причастности Фиелдинга, устраивает на него засаду, дабы отбить у того охоту от дальнейшего преследования. Затем направляется к Ширл, чтобы получить лечение.
В это время Соломон Рот приносит океанографический доклад группе исследователей, которые соглашаются с тем, что в океане больше нет такого планктона, из которого, по общему мнению, делают зелёный сойлент, и приходят к выводу, что он сделан из человеческих останков, единственно возможного источника протеинов в образце. Они также заключают, что Симонсона убила корпорация, так как он узнал то же самое из отчётов и у него было влияние внутри компании. Роту настолько отвратительна жизнь в этом деградирующем мире, что решает «вернуться в дом Господа» и уходит совершить эвтаназию в правительственной клинике, несмотря на понимание, что его тело будет использовано для всё того же производства Грин Сойлент.
Торн спешит остановить его, но, ещё не оправившись от ранения в ногу, опаздывает. Рот загипнотизирован эвтаназией и музыкальным монтажом: исчезнувшие леса, вымершие дикие звери, пропавшие реки и существа из океана. Перед смертью он рассказывает Торну о своей находке и умоляет его обнародовать правду. Торн садится в грузовик для избавления от человеческих тел, приезжает в центр по переработке, где он видит, как человеческие трупы перерабатываются в зелёный сойлент. Однако его замечают и ему приходится бежать.
Торн возвращается, чтобы сделать отчёт, но его останавливают Фиелдинг и его подручные. Тем не менее, Торн успевает вызвать подмогу посредством звонка Хатчеру. В перестрелке Торн убивает нападающих, однако сам получает тяжёлое ранение. Когда прибывает Хатчер, Торн рассказывает ему о том, что смог узнать, и убеждает его рассказать это исследователям, чтобы они подали в суд на «Сойлент» и чтобы распространить правду о зелёном сойленте. Хатчер обещает сделать это. Торна уводят работники скорой помощи, при этом он кричит: «Зелёный сойлент — это люди!», затем следует стоп-кадр, и воспроизводится видеоряд, который показывали умирающему Соломону Роту.

## В ролях
- Чарльтон Хестон — Торн
- Ли Тейлор-Янг — Ширл
- Чак Коннорс — Тэб
- Джозеф Коттен — Саймонсон
- Брок Питерс[англ.] — Хэтчер
- Пола Келли[англ.] — Марта
- Эдвард Г. Робинсон — Сол Рот
- Стивен Янг[англ.] — Гилберт
- Майк Генри — Кулозик
- Линкольн Килпатрик — священник
- Рой Дженсон — Донован
- Леонард Стоун — Чарльз
- Уит Бисселл — Сантини
- Селия Ловски — глава биржи

## Награды и номинации
- 1973 — Премия «Сатурн» за лучший научно-фантастический фильм.
- 1974 — Гран-при кинофестиваля в Авориазе (Ричард Флейшер).
- 1974 — Премия «Небьюла» за лучшую драматическую постановку (Стэнли Гринберг, Гарри Гаррисон).
- 1974 — номинация на премию «Хьюго» за лучшую постановку.